# Head of David
Gli Head Of David sono un gruppo industrial/heavy metal inglese nato verso la metà degli anni '80 per volere di Stephen R. Burroughs e Justin Broadrick. Sono stati uno dei primi gruppi industrial metal della storia insieme ai Godflesh, e sono soprattutto noti per il brano Dog Day Sunrise che è stato ripreso dai Fear Factory nell'album Demanufacture. Nonostante abbiano avuto una breve carriera, gli Head of David nel 2009 si sono inaspettatamente riuniti nella formazione originaria, e il 26 luglio hanno suonato dal vivo al Supersonic Festival di Birmingham.

## Formazione
- Stephen Reuben Burroughs - voce
- Eric Jurenovski - chitarra
- Bipin Kumar - basso, voce secondaria (1991)
- Dave Cochrane - basso (1986–1989)
- Paul Sharp - batteria (1986–1987)
- Justin Broadrick - batteria (1987–1989)

## Discografia

### Album in studio
- 1986 - LP
- 1988 - Dustbowl
- 1991 - Seed State

### EP
- 1986 - Dogbreath
- 1989 - The Saveana Mixes
- 1991 - Soul Spark

### Live
- 1987 - The Shit Hits the Fan
- 1989 - White Elephant